# Artianus interstitialis
Artianus interstitialis är en insektsart som beskrevs av Ernst Friedrich Germar 1821. Artianus interstitialis ingår i släktet Artianus och familjen dvärgstritar. Inga underarter finns listade i Catalogue of Life.